# Niittyjärvet (sjöar i Finland)
Niittyjärvet kan avse tre sjöar i Kuopio kommun i Norra Savolax i Finland:
- Niittyjärvi, 63°21′18″N 28°03′54″Ö / 63.355°N 28.0649°Ö (27,74 ha)
- Ylimmäinen (sjö i Kuopio, Norra Savolax, Finland), 63°21′52″N 28°04′19″Ö / 63.3644°N 28.0719°Ö (19,08 ha)
- Kolmisoppi (Kuopio, Norra Savolax, Finland), 63°22′23″N 28°03′48″Ö / 63.373°N 28.0633°Ö (12,56 ha)